# Köfering
Köfering ist eine Gemeinde im Oberpfälzer Landkreis Regensburg in Bayern.

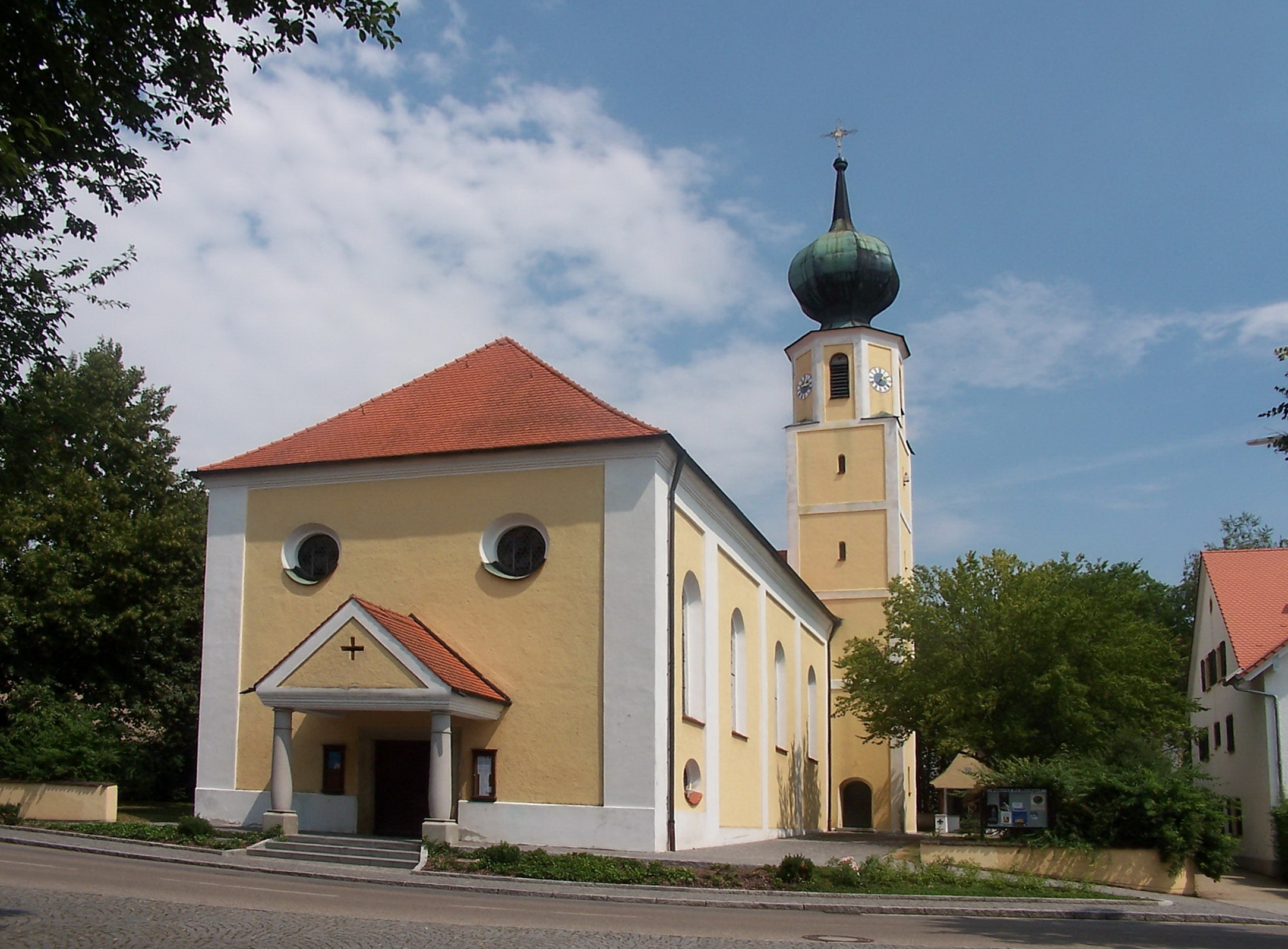
Kirche St. Michael Köfering

## Geografie

### Geografische Lage
Der Ort wird vom Bach Pfatter durchflossen.

### Nachbargemeinden
Alteglofsheim, Thalmassing, Obertraubling, Mintraching

### Gemeindegliederung
Es gibt zwei Gemeindeteile (in Klammern ist der Siedlungstyp angegeben):
- Egglfing (Kirchdorf)
- Köfering (Pfarrdorf)

Es gibt nur die Gemarkung Köfering.

## Geschichte
Urkundlich wird Köfering erstmals 1143 als Cheferingen erwähnt. Die Veste Köfering wurde am 26. Dezember 1491 während des Aufstandes des Löwlerbundes zerstört. Die Grafen von Lerchenfeld sind seit 1569 im Ort ansässig.
Die schriftlichen Dokumente zur Ortsgeschichte wurden größtenteils im oder nach dem Zweiten Weltkrieg vernichtet. Der übriggebliebene Rest verschwand bei der Gebietsreform 1972.

### Einwohnerentwicklung
Von 1988 bis 2004 wuchs die Bevölkerung der Gemeinde um 110 % – mehr als in jeder anderen Gemeinde Bayerns.
Zwischen 1988 und 2018 wuchs die Gemeinde von 1068 auf 2690 um 1622 Einwohner bzw. um 151,9 % – der höchste prozentuale Einwohnerzuwachs in Bayern im genannten Zeitraum.
Die Einwohnerzahlen beziehen sich auf die Fläche der Gemeinde am 25. Mai 1987.
| Bevölkerungsentwicklung | Bevölkerungsentwicklung | Bevölkerungsentwicklung | Bevölkerungsentwicklung | Bevölkerungsentwicklung | Bevölkerungsentwicklung | Bevölkerungsentwicklung | Bevölkerungsentwicklung | Bevölkerungsentwicklung | Bevölkerungsentwicklung | Bevölkerungsentwicklung | Bevölkerungsentwicklung | Bevölkerungsentwicklung | Bevölkerungsentwicklung |
| ----------------------- | ----------------------- | ----------------------- | ----------------------- | ----------------------- | ----------------------- | ----------------------- | ----------------------- | ----------------------- | ----------------------- | ----------------------- | ----------------------- | ----------------------- | ----------------------- |
| Jahr                    | 1840                    | 1900                    | 1939                    | 1950                    | 1961                    | 1970                    | 1987                    | 1991                    | 1995                    | 2000                    | 2005                    | 2010                    | 2015                    |
| Einwohner               | 321                     | 562                     | 654                     | 1082                    | 995                     | 1026                    | 1030                    | 1340                    | 1781                    | 1949                    | 2273                    | 2319                    | 2452                    |

### Ausgliederungen
Die Gemeinde Köfering trat am 1. Mai 1978 ein Gebiet mit den Orten Scheuer und Scheuermühl und mehr als 300 Einwohnern an die Nachbargemeinde Mintraching ab.

### Verwaltungsgemeinschaft
Vom 1. Mai 1978 bis 31. Dezember 2001 gehörte Köfering zur Verwaltungsgemeinschaft Alteglofsheim, seit 2002 besitzt sie wieder eine eigene Verwaltung.

## Politik
- BLKE: 9
- CSU: 4
- Grüne: 1

CSU einschließlich Parteifreie Wähler Köfering

### Gemeinderat
Der Gemeinderat besteht aus 14 Mitgliedern und dem Ersten Bürgermeister. Von den 2.079 stimmberechtigten Einwohnern in der Gemeinde Köfering, haben 1.174 von ihrem Wahlrecht Gebrauch gemacht, womit die Wahlbeteiligung bei 56,47 Prozent lag.

### Bürgermeister
Seit Mai 2014 ist Armin Dirschl (Bürgerliste Köfering-Egglfing) Erster Bürgermeister. Bei der Kommunalwahl vom 15. März 2020 wurde dieser mit 87,91 % der Stimmen wiedergewählt.

### Wappen
| Wappen der Gemeinde Köfering | Blasonierung: „Gespalten; vorne in Silber ein aufrechter roter Striegel mit vier Spitzen, hinten in Rot ein silberner Sparren, darin eine auffliegende schwarze Lerche.“ |
| Wappen der Gemeinde Köfering | Wappenbegründung: Das Gemeindewappen vereint die Wappenbilder von zwei für die Ortsgeschichte besonders wichtigen Adelsfamilien: Der Striegel im vorderen Feld stammt aus dem Wappen der im 13. und 14. Jahrhundert nachweisbaren Köferinger. Der silberne Sparren und die auffliegende Lerche hinten sind redendes Bild für die Grafen von Lerchenfeld, die seit 1569 im Ort ansässig sind. Dieses Wappen wird seit 1982 geführt. |

## Kultur und Sehenswürdigkeiten

### Vereine
Freiwillige Feuerwehr Köfering, Krieger-, Reservisten- und Soldatenverein, Obst- und Gartenbauverein, Bund Naturschutz, Männergesangverein, Pfarrjugend, Köferinger Radwallfahrt, Musikförderverein Köfering, VdK Alteglofsheim/Köfering
Sportvereine:
- Sportverein Köfering (SSV) 1926 e. V.
- Schützenverein Alpenrose
- Boxclub Köfering

### Baudenkmäler

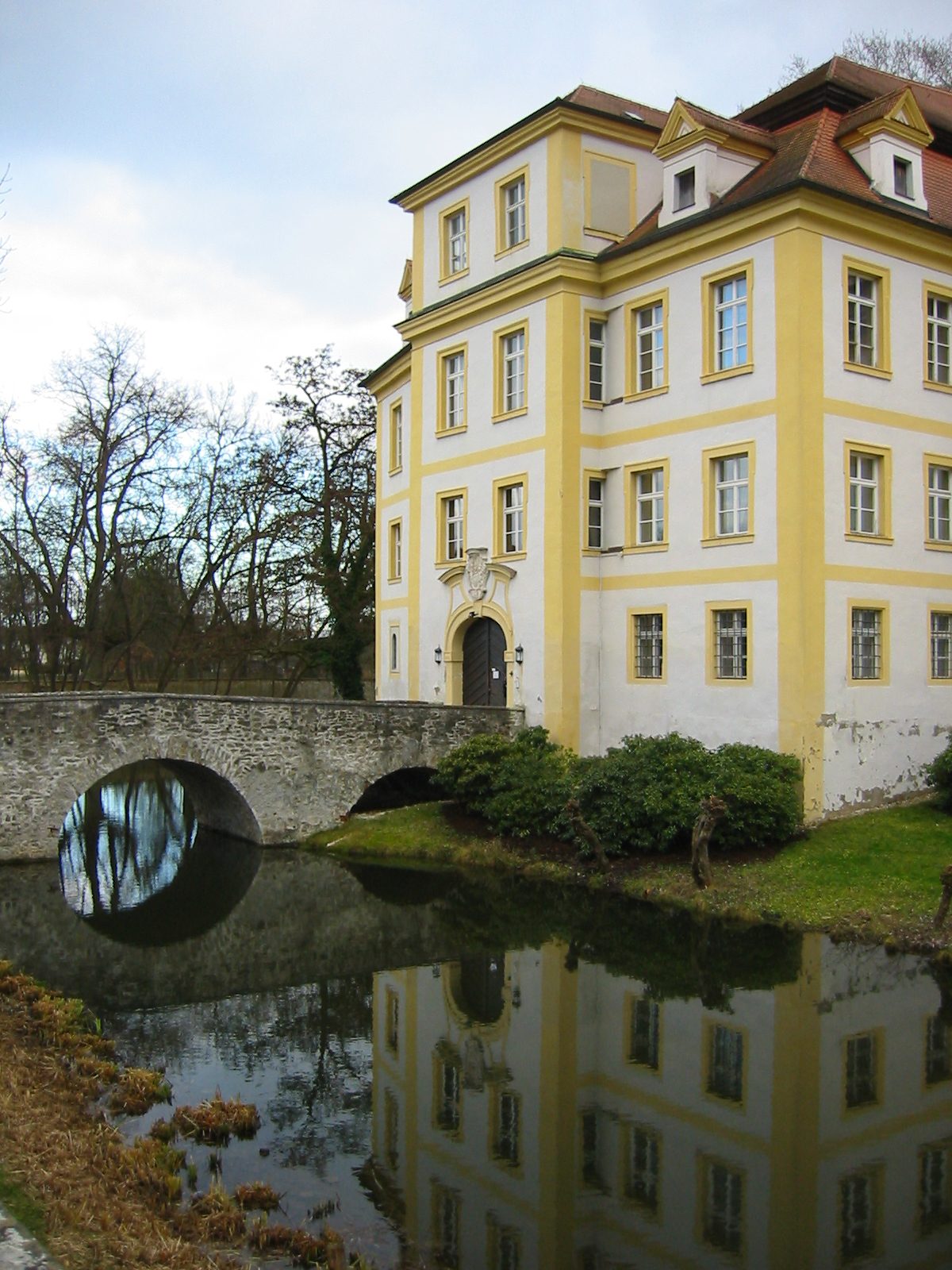
Wasserschloss Köfering mit Wassergraben

- Wasserschloss Köfering: Die erste Wasserburg an der Pfatter wurde wohl im 12. Jahrhundert erbaut. Mitte des 12. Jh. wird das Geschlecht der Köferinger erstmals erwähnt. Die Veste Köfering wurde am 26. Dezember 1491 während des Aufstandes des Löwlerbundes zerstört. Die Grafen von und zu Lerchenfeld sind seit 1569 Eigentümer des Wasserschlosses Köfering. Das Schloss wurde im Dreißigjährigen Krieg beschädigt und 1680–1720 in der heutigen Form wiederaufgebaut. Die Schlossanlage besteht aus einem Mittelrisalit, an den sich allerdings nur ein Nordflügel anschließt, im Westen ist ein weiterer Flügel mit vorspringenden Eckrisaliten und südlich angebaut das eingeschossige ehemalige Marstallgebäude. Der einzige Zugang zum Schloss ist über eine steinerne Brücke erreichbar. Der Wassergraben um das Schloss ist noch erhalten. Sehenswert sind der Weiße Saal mit Intarsienparkett und die Kapelle.

- Gasthaus zur Post: Ein Gebäude aus dem späten 17. Jahrhundert mit markantem, polygonalem Eckerker. Es diente früher als Posthalterstation und wird heute als Gasthof bewirtschaftet.

## Wirtschaft und Infrastruktur

### Verkehr
Durch Köfering verläuft die Bundesstraße 15. Zudem verfügt der Ort über den Haltepunkt Köfering an der Eisenbahnstrecke von Regensburg nach München.

### Bildung
- Grundschule Köfering
- Kindergarten
- Kinderkrippe

## Persönlichkeiten
- Maximilian von Lerchenfeld-Köfering (1799–1859), Botschafter in Sankt Petersburg, Berlin und Wien
- Graf Hugo von und zu Lerchenfeld auf Köfering und Schönberg (1843–1925), bayerischer und deutscher Diplomat
- Otto Graf von Köfering Lerchenfeld (* 2. Oktober 1868 in Köfering; † 5. Oktober 1938 Salzburg, Österreich)
- Hugo Graf von und zu Lerchenfeld auf Köfering und Schönberg (1871–1944), bayerischer Ministerpräsident
- Paschalis (Johann Baptist) Fangauer (* 8. Januar 1882 in Egglfing; † 16. April 1950 im Lager Oksadok, Nordkorea), Missionsbenediktiner, Märtyrer von Tokwon[12]
- Philipp Graf von und zu Lerchenfeld auf Köfering und Schönberg (1952–2017), Abgeordneter des Bayerischen Landtages